# Katsuya Iwatake
Katsuya Iwatake (født 4. juni 1996) er en japansk fodboldspiller.
Han har spillet for flere forskellige klubber i sin karriere, herunder Oita Trinita.